# Pont Settimia Spizzichino
Le Pont Settimia Spizzichino, également connu sous le nom de Cavalcavia Ostiense, est un viaduc de Rome qui surplombe la ligne de chemin de fer Rome-Lido et le chemin de la ligne B du métro. Il fait partie de la Circonvallazione Ostiense. Inauguré en 2012, il est l'un des ponts les plus récents de Rome. 

## Description
Le grand pont en arc a été conçu pour connecter des voies du quartier Ostiense de Rome. Le pont fait d'ailleurs partie d'un vaste plan de réorganisation de l'ensemble de la zone des anciens marchés généraux de la via Ostiense, de ses connexions et de revitalisation du quartier. Il s'agit d'un pont avec arche double, composé de tubes en acier de couleur blanche.
L'ouvrage dessine une flèche de 42 mètres au-dessus de la ligne de chemin de fer, et enrichit le paysage du secteur, assez industriel, tant du point de vue de l'architecture que de la technologie.
Les deux voies de circulation du pont, distinctes et divergentes, permettent aussi la possibilité de circuler pour les piétons et les transports publics, et comprennent une piste cyclable. 
La conception de la structure en treillis a été obtenue par l'utilisation de techniques de traitement graphique et le logiciel de modélisation 3D. Une attention particulière a été portée à l'éclairage, conçu par Francesco Bianchi. 
La construction a duré trois ans, l'inauguration des travaux a été faite le 20 juin 2012, s'élève à environ 15,4 millions d'euros et est dédié à la mémoire de Settimia Spizzichino, la seule femme survivante de la rafle du 16 octobre 1943 dans le ghetto de Rome et déportée à Auschwitz. La décision du nom a été faite par le Conseil municipal, sur proposition du Conseil de la Municipalité de Rome XI (maintenant Municipio VIII), soutenue par la Communauté Juive de Rome.

## Inspiration
Le designer s'est inspiré d'autres projets réalisés en Espagne, tels le pont de la Barqueta de Séville, et l'arche des ponts de Santiago Calatrava (le pont Alameda de Valence, et le pont de l'Alamillo à Séville). Le pont, qui rappelle vaguement la structure de l'ADN, prend également la forme de la réticulaire du gazomètre à peine visible derrière.

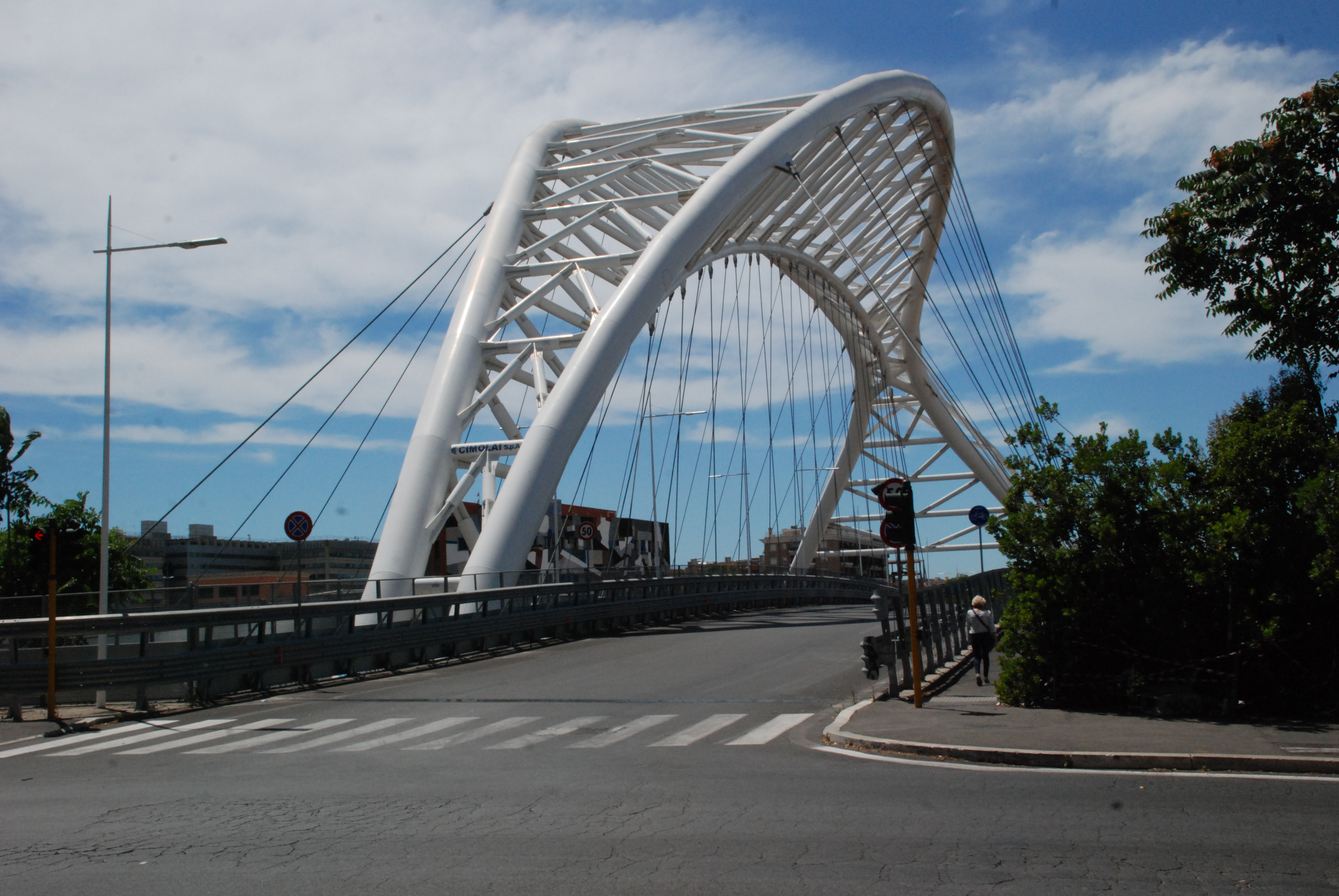
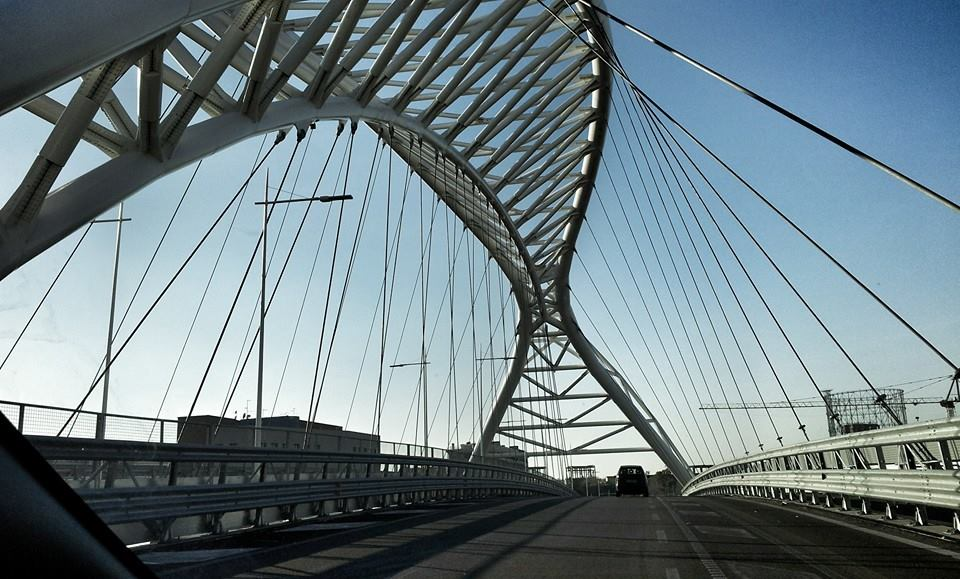